# Нищожност (право)
Нищожност на сделка, договор, завещание, съдебно решение и други е засягането му от най-тежък порок, водещ до това, че съответният акт не поражда правни последици. Нищожността се определя от закона, а не от волята на страните
Ето кратък преглед на нищожните актове с неизчерпатено изброяване на причните за нищожност:
- Нищожни договори са тези, които противоречат на закона или го заобикалят, накърняват добрите нрави, имат невъзможен предмет, липсва съгласие или не е спазена предписана от закона форма, привидните договори и договорите върху неоткрити наследства.
- Нищожни съдебни решения са тези, които не отговарят на условията за валидно решение, постановени са извън пределите на правораздавателната власт на съда или съдията, не от надлежния орган или състав, не са писмени, подписани или мотивите в тях са напълно неясни.
- Нищожни дарения са тези, противни на закона и на добрите нрави, отнасящи се до бъдещи имущества или условията и тежестите в които са невъзможни.
- Нищожни завещания са тези, направени в полза на лице, което няма право да получава по завещание и при които не е спазена законоустановената форма, противните на закона, на обществения ред и на добрите нрави. Подобно на нищожното дарение и тук условие за нищожност са невъзможните условия или тежести.